# L'Annonciation (Zurbarán)
Pour les articles homonymes, voir Annonciation (homonymie).
L'Annonciation est un tableau réalisé par le peintre espagnol Francisco de Zurbarán en 1638-1639. De format vertical, cette huile sur toile est une peinture chrétienne qui représente l'Annonciation sous le regard de plusieurs anges et de la colombe du Saint-Esprit. Don de Léon de Beylié en 1901, l'œuvre est conservée au musée de Grenoble, à Grenoble, en France,.